# Hunting High and Low
《Hunting High and Low》는 노르웨이의 뉴 웨이브 밴드 아하의 데뷔 스튜디오 음반으로, 1985년 6월 1일, 미국에서, 1985년 10월 28일, 영국에서 워너 브라더스 레코드가 발매했다. 이 음반은 전 세계 차트에서 높은 순위에 올랐고 미국 빌보드 200에서 15위를 정점으로 큰 상업적 성공을 거두었다. 이 음반은 런던 트위크넘의 엘 파이 스튜디오에서 녹음되었고 토니 맨스필드, 존 래트클리프, 앨런 타니가 프로듀싱했다.
이 음반의 다섯 개의 싱글이 모두 국제적으로 발매된 것은 아니지만, 〈Take On Me〉, 〈Love Is Reason〉, 〈The Sun Always Shines on T.V.〉, 〈Train of Thought〉, 〈Hunting High and Low〉가 모두 발매되었다. 이 그룹은 1986년 그래미 어워드에서 최우수 신인상 후보에 올랐고, 아하는 그래미 어워드 후보에 오른 최초의 노르웨이 밴드가 되었다.
그들의 첫 두 음반의 재발매의 일환으로 2010년에 《Hunting High and Low》가 확장되고 리마스터되었다.

## 발매 및 평가
| 전문가 평가                       | 전문가 평가 |
| 평가 점수                         | 평가 점수   |
| 출처                              | 점수        |
| --------------------------------- | ----------- |
| AllMusic                          | [ 1 ]       |
| Billboard                         | [ 2 ]       |
| The Encyclopedia of Popular Music | [ 3 ]       |
| Record Collector                  | [ 4 ]       |
| Uncut                             | [ 5 ]       |
| The Village Voice                 | C−          |

《Hunting High and Low》는 아하의 브레이크아웃 음반이었다. 1985년 10월에 발매된 《Hunting High and Low》는 빌보드 200 차트에서 15위로 정점을 찍었다. 그 음반은 아하에게 국제적인 인정을 주었다. 《Hunting High and Low》는 영국에서 3배 플래티넘, 미국과 독일에서 플래티넘, 브라질과 네덜란드에서 골드 등급을 받았다. 이 음반은 유럽 톱 100 음반 판매 차트에서 11위에 올랐다.
빌보드 200 차트에 따르면 이 음반은 미국에서 15위로 정점을 찍었다. 영국 음반 차트 (2015년 83위로 재진입)에서 2위로 정점을 찍은 뒤 노르웨이에서 1위를 기록했다. 이 음반은 미국에서 플래티넘, 영국에서 3배 플래티넘 인증을 받았다. 빌보드 200에서 《Hunting High and Low》는 노르웨이 듀오 로익솝과 스웨덴 가수 로빈의 《Do It Again》 (14위)까지 노르웨이 아티스트가 기록한 최고 차트 음반 기록을 보유하고 있었다.
싱글 〈Take On Me〉를 시작으로, 아하의 데뷔 음반은 2개의 1위 히트곡을 출시했다. 1986년 가을, 〈Take On Me〉와 〈The Sun Always Shines on T.V.〉는 총 11개의 MTV 비디오 어워드에 후보로 올랐고, 이 중 8개를 아하가 수상했다.
이 음반은 또한 《죽기 전에 꼭 들어야 할 앨범 1001》에도 포함되었다.
이 음반은 세계적으로 천만 장 이상이 팔렸다.

## 곡 목록
모든 곡들은 특별한 언급이 없는 한 폴 보크토르에 의해 작사/작곡하였다.
| #  | 제목                              | 작사·작곡                            | 재생 시간 |
| -- | --------------------------------- | ------------------------------------ | --------- |
| 1. | 〈Take On Me〉                    | 보크토르, 망네 푸루홀멘, 모르텐 하켓 | 3:48      |
| 2. | 〈Train of Thought〉              |                                      | 4:14      |
| 3. | 〈Hunting High and Low〉          |                                      | 3:45      |
| 4. | 〈The Blue Sky〉                  |                                      | 2:36      |
| 5. | 〈Living a Boy's Adventure Tale〉 | 보크토르, 하켓                       | 5:00      |

| #   | 제목                               | 작사·작곡          | 재생 시간 |
| --- | ---------------------------------- | ------------------ | --------- |
| 6.  | 〈The Sun Always Shines on T.V.〉  |                    | 5:08      |
| 7.  | 〈And You Tell Me〉                |                    | 1:51      |
| 8.  | 〈Love Is Reason〉                 | 보크토르, 푸루홀멘 | 3:04      |
| 9.  | 〈I Dream Myself Alive〉           | 보크토르, 푸루홀멘 | 3:06      |
| 10. | 〈Here I Stand and Face the Rain〉 |                    | 4:30      |

## 인증
| 국가                                                                                         | 인증        | 판매량/출하량 |
| -------------------------------------------------------------------------------------------- | ----------- | ------------- |
| 오스트레일리아 (ARIA)                                                                        | 골드        | 35,000        |
| 브라질 (Pro-Música Brasil)                                                                   | 골드        | 270,000       |
| 덴마크 (IFPI Danmark)                                                                        | 골드        | 10,000        |
| 프랑스 (SNEP)                                                                                | 플래티넘    | 300,000*      |
| 독일 (BVMI)                                                                                  | 3× 골드     | 750,000^      |
| 홍콩 (IFPI 홍콩)                                                                             | 골드        | 10,000*       |
| 네덜란드 (NVPI)                                                                              | 골드        | 50,000^       |
| 뉴질랜드 (RMNZ)                                                                              | 플래티넘    | 15,000^       |
| 노르웨이 (IFPI 노르웨이)                                                                     | 2× 플래티넘 | 228,000       |
| 스페인 (PROMUSICAE)                                                                          | 골드        | 50,000^       |
| 영국 (BPI)                                                                                   | 3× 플래티넘 | 900,000^      |
| 미국 (RIAA)                                                                                  | 플래티넘    | 1,000,000^    |
| *판매량을 기반으로 한 인증 · ^출하량을 기반으로 한 인증 · 판매량+스트리밍을 기반으로 한 인증 |             |               |